# Allium fetisowii
Allium fetisowii är en amaryllisväxtart som beskrevs av Eduard August von Regel. Allium fetisowii ingår i släktet lökar, och familjen amaryllisväxter. Inga underarter finns listade i Catalogue of Life.